# Barnsdale
Barnsdale ist die heute nicht mehr geläufige Bezeichnung für eine kleine, historische Region im südlichen Teil der englischen Grafschaft Yorkshire, anzusiedeln etwa nördlich der heutigen Stadt Doncaster.

## Geschichte
Erstmals schriftlich erwähnt wurde die Region um das Jahr 1377 in der volkstümlichen Gedichtesammlung The Vision of Piers Plowman von William Langland.
Ihre größte Bekanntheit verdankt die Region durch ihre Erwähnung in der Gest of Robyn Hode (erstmals gedruckt um 1500–1510), einer der frühesten spätmittelalterlichen Balladensammlungen um die Taten Robin Hoods. Im Gegensatz zu den späteren Balladen und der heutigen Sage verortet die Gest of Robyn Hode den Barnsdale Forest und nicht den Sherwood Forest als das Rückzugsgebiet und Versteck Robin Hoods.
Die Region war im Mittelalter geprägt durch dichte Wälder und zählte höchstwahrscheinlich zu den Jagdrevieren des englischen Königshauses.

## Sonstiges
Möglicherweise können die in der Region gelegene Stadt Barnsley und der Verwaltungsbezirk Metropolitan Borough of Barnsley ihren Namen auf die ehemalige Region Barnsdale zurückführen; hierüber herrschen allerdings geteilte Meinungen.